# Nick Bollettieri
Nicholas James Bollettieri, detto Nick (Pelham, 31 luglio 1931 – Bradenton, 4 dicembre 2022) è stato un allenatore di tennis statunitense.
Considerato uno dei più grandi coach della storia del tennis, è stato quello che più di tutti ha saputo cambiare l’approccio dei giocatori al tennis professionistico ed è stato il pioniere delle scuole di tennis fondando nel 1978 la "Nick Bollettieri Tennis Academy" (NBTA), in cui ha accolto e formato fin da piccoli futuri grandi campioni del tennis mondiale.
Undici suoi allievi sono riusciti ad arrivare in vetta alle classifiche ATP e WTA:  Agassi, Courier, Ríos e Sampras tra gli uomini; Capriati, Janković, Hingis, Seles, Šarapova, Venus e Serena Williams tra le donne.

## Biografia
Figlio d'immigrati italiani, Nick si laureò in filosofia nel 1953 e in seguito prestò servizio militare nello United States Army. Studiò Legge all'Università di Miami, ma abbandonò nel 1956 per iniziare a insegnare tennis nella prestigiosa Wayland Academy. Tra i suoi primi allievi ci furono Sheryl Smith e Brian Gottfried.
Bollettieri divenne direttore delle attività di tennis al Dorado Beach Hotel di Porto Rico nei primi anni settanta, una struttura di proprietà della famiglia Rockefeller. In questi anni il principale assistente di Nick fu Julio Moros, che seguì Nick in Florida quando questi decise di fondare la propria accademia. Nel 1977 Bollettieri lasciò Porto Rico e si stabilì a Longboat Key (Florida), come insegnante di tennis nel Colony Beach and Tennis Resort.
Dopo aver lavorato per diverse strutture, nel 1978 aprì la propria accademia di tennis a Bradenton, in Florida. Nel 1987 la International Management Group rilevò l'accademia lasciando tuttavia a Nick il compito di dirigerla.
Il primo tennista allenato da Bollettieri a raggiungere la vetta della classifica ATP fu il campione statunitense Jim Courier; Bollettieri nel 1993 divenne poi allenatore di Boris Becker, il quale aveva raggiunto già la cima della classifica ATP il 28 gennaio 1991. La prima allieva a raggiungere il vertice della classifica mondiale di WTA fu la giovanissima Monica Seles poche settimane dopo Becker, l'11 marzo 1991.
Il 18 maggio 2008 ricevette una laurea honoris causa dal New York College of Health Professions per il suo impegno nel mondo dello sport, del fitness e del benessere in generale. Bollettieri collaborò con il giornale Tennis Magazine e scrisse la sua autobiografia intitolata My Aces, My Faults. Nel 2014 fu inserito nella International Tennis Hall of Fame.